# Classic 21
Classic 21 is een Belgische openbare Franstalige radio-omroep. Het is de enige rockzender van de openbare omroep RTBF.be, opgericht in april 2004. Er is voornamelijk rockmuziek te horen, maar er zijn ook programma's waar blues, country, soul en disco aan bod komen.
Enkele programma's zijn:
- Coffee on the Rocks (elke weekdag van 6u00 tot 9u00);
- Classic 21 60's (elke weekdag van 19u00 tot 21u00);
- "Blues" (met Walter de Paduwa, maandag van 21u00 tot middernacht);
- "We will rock you" (met Laurent Debeuf, dinsdag & woensdag van 21u00 tot 24u00);
- "Route 66 (met Jean-Yves Louis, donderdag van 21u00 tot 24u00);
- "Generation 80" (met Gabriëlle Davroy, zaterdag van 17u00 tot 19u00);
- "Les classiques" (met Marc Ysaye, zondag van 9u00 tot 12u00);
- "Nights in white satin" (met Jean-Philippe Lejeune, zondag van 21u00 tot 24u00);
- "Making Of" (met Marc Ysaye, elke weekdag van 15u00 tot 15u10), albumbesprekingen van Classic Rock albums;
- Live-muziek van recente rockoptredens (elke vrijdag van 21u00 tot 22u00, soms ook vanaf middernacht) Reeds uitgezonden optredens: David Gilmour (Pink Floyd, 1 uur, BBC-sessie: On An Island '06), Pearl Jam (3 uur, Sportpaleis Antwerpen '06),e.a.

Classic 21 staat bekend om het uitspelen van songs, ook al duren sommige songs meer dan 20 minuten. De zender hecht veel belang aan de actualiteit (met onder meer Journal du rock) en de situatie op de wegen (veel verkeersinformatie).
De zender heeft meer dan 260.000 luisteraars. De volgende artiesten krijgen de meeste airplay op Classic 21:
Pink Floyd, Deep Purple, Dire Straits, Genesis, The Beatles, Radiohead, AC/DC, Red Hot Chili Peppers, Metallica, David Bowie, Blur, Led Zeppelin, Yes, Bob Dylan, Nirvana, Jethro Tull, The Cure, Pearl Jam, Guns 'n Roses e.a.

## Frequenties
- Brussel/Vlaams-Brabant/Waals-Brabant: 93.2 FM
- Luik/Limburg: 95.6 FM
- Henegouwen: 104.6 FM
- Charleroi-Bergen: 99.1 FM
- Namen: 90.8
- Ardennen en Zuid-Luxemburg: 87.6 FM
- La Roche-en-Ardenne: 89.4 FM
- Marche-en-Famenne: 90.0 FM